# Kids' Choice Award alla celebrità sportiva femminile preferita
Il Kids' Choice Award alla celebrità sportiva femminile preferita (Favorite Female Sports Star) è un premio assegnato annualmente ai Kids' Choice Awards, a partire dal 1988, all'atleta preferita dai telespettatori del canale Nickelodeon.
Nel corso delle varie edizioni ha assunto varie denominazioni:
- Dal 1988 al 2004 la categoria assume il nome di Kids' Choice Award all'atleta maschile preferito (Favorite Female Athlete);
- Tra il 2005 e il 2007 la categoria viene condivisa con le atlete la categoria "Atleta preferito" (Favorite Athlete);
- Dal 2008 al 2013 la categoria maschile torna ad essere rappresentata col precedente nome di Favorite Female Athlete
- Tra il 2014 e il 2019 le categorie sportive dei KCA vengono escluse dallo show e sono inserite nel nuovo format Kids' Choice Sports Awards.
- Dal 2020 ritorna ai Kids' Choice Awards e assume l'attuale denominazione Favorite Female Sports Star.

## Albo d'oro
Qui di seguito la lista con vincitori, in grassetto, e candidati per edizione.

### Anni 1980
- 1988
  - Debi Thomas
  - Chris Evert
  - Kristie Phillips
- 1989
  - Florence Griffith-Joyner
  - Janet Evans
  - Chris Evert

### Anni 1990
- 1990
  - Jackie Joyner-Kersee
  - Katarina Witt
  - Steffi Graf
- 1991
  - Jennifer Capriati
  - Steffi Graf
  - Jackie Joyner-Kersee
- 1992
  - Kim Zmeskal
  - Jackie Joyner-Kersee
  - Shannon Miller
- 1994
  - Nancy Kerrigan
  - Shannon Miller
  - Bonnie Blair
- 1995
  - Nancy Kerrigan
  - Shannon Miller
  - Bonnie Blair
- 1996
  - Kristi Yamaguchi
  - Shannon Miller
  - Nicole Bobek
  - Nancy Kerrigan
- 1997
  - Kristi Yamaguchi
  - Dominique Dawes
  - Shannon Miller
  - Dominique Moceanu
- 1998
  - Kristi Yamaguchi
  - Dominique Dawes
  - Michelle Kwan
  - Lisa Leslie
- 1999
  - Tara Lipinski
  - Cynthia Cooper
  - Dominique Moceanu
  - Kristi Yamaguchi

### Anni 2000
- 2000
  - Tara Lipinski
  - Mia Hamm
  - Venus Williams
  - Lisa Leslie
- 2001
  - Mia Hamm
  - Michelle Kwan
  - Serena Williams
  - Venus Williams
- 2002
  - Michelle Kwan
  - Mia Hamm
  - Serena Williams
  - Venus Williams
- 2003
  - Michelle Kwan
  - Mia Hamm
  - Serena Williams
  - Venus Williams
- 2004
  - Mia Hamm
  - Kelly Clark
  - Serena Williams
  - Venus Williams
- 2008
  - Danica Patrick
  - Cheryl Ford
  - Serena Williams
  - Venus Williams
- 2009
  - Candace Parker
  - Danica Patrick
  - Serena Williams
  - Venus Williams

### Anni 2010
- 2010
  - Misty May-Treanor
  - Danica Patrick
  - Serena Williams
  - Venus Williams
- 2011
  - Lindsey Vonn
  - Danica Patrick
  - Serena Williams
  - Venus Williams
- 2012
  - Danica Patrick
  - Kelly Clark
  - Serena Williams
  - Venus Williams
- 2013
  - Danica Patrick
  - Gabby Douglas
  - Serena Williams
  - Venus Williams

### Anni 2020
- 2020
  - Alex Morgan
  - Lindsey Vonn
  - Megan Rapinoe
  - Naomi Ōsaka
  - Serena Williams
  - Simone Biles
- 2021
  - Simone Biles
  - Alex Morgan
  - Naomi Osaka
  - Candace Parker
  - Megan Rapinoe
  - Serena Williams
- 2022
  - Chloe Kim
  - Sasha Banks
  - Simone Biles
  - Naomi Ōsaka
  - Candace Parker
  - Serena Williams
- 2023
  - Serena Williams
  - Venus Williams
  - Simone Biles
  - Chloe Kim
  - Naomi Ōsaka
  - Candace Parker
- 2024
  - Simone Biles
  - Alex Morgan
  - Caitlin Clark
  - Coco Gauff
  - Sha'Carri Richardson
  - Venus Williams